# لعبة الشهرة
لعبة الشهرة (بالإنجليزية: The Fame Game) هو مسلسل درامي عائلي غامض هندي على نتفليكس، من ابتكار سري راو وإخراج بيجوي نامبيار وكاريشما كوهلي. المسلسل من إنتاج كاران جوهر وسومن ميشرا تحت شعار دارماتيك إنترتينمنت.
تقوم مادهوري ديكسيت بدور أناميكا أناند، وهي ممثلة بوليوودية مشهورة، ويشاركها في الأدوار الداعمة كل من سنجاي كابور، مَناف كول، سوهاسيني مولاي، لاكشفي سارين، ومسكان جعفري.
تدور أحداث المسلسل حول أناميكا أناند، التي تختفي فجأة في أحد الأيام. عُرض المسلسل لأول مرة على نتفليكس في 25 فبراير 2022.

## القصة
أناميكا أناند هي نجمة بوليوودية تتمتع بمسيرة مهنية ساحرة وعائلة تبدو مثالية، لكن حياتها الشخصية تحمل الكثير من الأسرار المخفية. تتعرض أناميكا للإيذاء الجسدي واللفظي من قبل زوجها، نيخيل مور. في الوقت نفسه، تحلم ابنتها أمارا بأن تصبح نجمة كبيرة مثل والدتها، مما يسلط الضوء على ظاهرة المحسوبية في صناعة بوليوود، بينما يواجه ابنها أفيناش تحدياته الخاصة، بما في ذلك هويته الجنسية.
علاوة على ذلك، تمارس والدة أناميكا ضغوطًا نفسية على العائلة، مستخدمة أساليب تلاعب لتحقيق أهدافها. الملاذ الوحيد لأناميكا هو الممثل الشهير مانيس خانا، شريكها المتكرر في الأفلام، العاشق السابق ووالد أفيناش الحقيقي.
عندما تختفي أناميكا فجأة، تصبح حياتها الشخصية في دائرة الضوء، مما يطلق رحلة البحث عنها وكشف الشخص المتورط في اختفائها، وهو ما يؤدي بدوره إلى الكشف عن العديد من الأسرار المظلمة.

## وصلات خارجية
- لعبة الشهرة على موقع IMDb (الإنجليزية)
- لعبة الشهرة على موقع روتن توميتوز (الإنجليزية)
- لعبة الشهرة على موقع نتفليكس (الإنجليزية)
- لعبة الشهرة على موقع قاعدة بيانات الفيلم (الإنجليزية)